# برايان كونولي
برايان كونولي (بالإنجليزية: Brian Connolly) هو عازف قيثارة ومغني وكاتب أغاني وملحن بريطاني، ولد في 5 أكتوبر 1945 في غلاسكو في المملكة المتحدة، وتوفي في 10 فبراير 1997 في سلاو في المملكة المتحدة بسبب مرض.

## وصلات خارجية
- الموقع الرسمي
- برايان كونولي على موقع IMDb (الإنجليزية)
- برايان كونولي على موقع ميوزك برينز (الإنجليزية)
- برايان كونولي على موقع ميوزك برينز (الإنجليزية)
- برايان كونولي على موقع ديسكوغز (الإنجليزية)
- برايان كونولي على موقع قاعدة بيانات الفيلم (الإنجليزية)